# Troguéry
Troguéry (bret. Trogeri) – miejscowość i gmina we Francji, w regionie Bretania, w departamencie Côtes-d’Armor.
Według danych na rok 1990 gminę zamieszkiwały 224 osoby, a gęstość zaludnienia wynosiła 62 osoby/km² (wśród 1269 gmin Bretanii Troguéry plasuje się na 981. miejscu pod względem liczby ludności, natomiast pod względem powierzchni na miejscu 1053.).